# Cotorra de Pennant
La cotorra de Pennant (Platycercus elegans) és una espècie d'ocell de la família dels psitàcids (psittacidae) que habita zones boscoses i medi humà del l'est d'Austràlia, des del sud-est de Queensland cap al sud fins a Victòria, i cap a l'oest fins al sud-est d'Austràlia Meridional.

## Descripció
Les cotorres de Pennant són lloros de mida mitjana de 36 cm de llarg de colors vius i són originaris de l'est i el sud-est d'Austràlia. Els adults es reconeixen a l'instant pel color carmesí i violeta intens i brillant. Té una forma similar a la cotorra multicolor, amb la cua llarga comuna a tota aquesta família de cotorres. Són una mica més grosses, però, i el plomatge és molt diferent. La major part del cos és carmesí, inclosos el cap i el pit. A les galtes tenen taques de color blau-violeta. La part superior de l'esquena està té taques negres i les espatlles són de color blau clar. Les plomes de vol són de color blau fosc a negre, i la cua és blau fosc, blau més clar a sota, amb petites puntes blanques a les plomes exteriors. Les femelles són de color una mica més apagat que els mascles i poden tenir una barra blanca sota les ales. Els joves són principalment de color verd oliva brillant, amb el front, el pit i la cua vermells, i taques blaves a les galtes. El vol és com el de la cotorra multicolor, directe i ondulant.
Els adults són inconfusibles. Els joves tenen certa semblança amb la cotorra multicolor i la cotorra front-roja, a diferència de les taques blaves a les galtes (blanques a la cotorra multicolor i absents en la cotorra front-roja) i vermelles al pit i sota la cua (absent en la cotorra front-roja).

## Distribució i hàbitat
La cotorra de Pennant es troba des del sud-est d'Austràlia Meridional, passant per Tasmània, Victòria i la costa de Nova Gal·les del Sud fins al sud-est de Queensland. Al nord de Queensland hi ha una població dispar.
Al voltant de 1910, als Otago Heads es va alliberar un petit nombre de cotorres de Pennant, Nova Zelanda, juntament amb cotorres multicolor. Es van creuar i, a la dècada de 1950, ja no quedava cap cotorra de Pennant. Aquesta població mixta s'hi ha mantingut des d'aleshores. Les cotorres de Pennant també van ser presents a la ciutat de Wellington des de 1963 fins a principis de la dècada de 1990 com a espècie introduïda. El 1971 també es van registrar dues cotorres de Pennant als contraforts de Tararua. Ara es creu que s'ha extingit en estat salvatge a Nova Zelanda.
Les cotorres de Pennant es van portar a l'illa Norfolk com a ocells de gàbia durant el primer acord penal. Alguns exemplars es van escapar i la població ja era abundant el 1900. Allà se'ls coneix sovint com a "loros vermells", per distingir-los de la cotorra de Norfolk, autòctona de l'illa, o dels "loros verds".
Les cotorres de Pennant són comunes als boscos costaners i de muntanya a totes les altituds. Viuen principalment als boscos, preferint boscos primaris i humits. Es poden trobar a les selves tropicals, subtropicals i temperades, boscos escleròfils humits i secs, boscos de ribera, des del nivell del mar fins a la línia dels arbres. També viuran en zones manipulades per l'home, com ara terres de conreu, pastures, tallafocs, parcs, reserves, jardins i camps de golf. Rarament es troben en zones sense arbres. A la nit, reposen a les branques altes dels arbres.

## Comportament
Gairebé totes les roselles són sedentàries, encara que hi ha poblacions puntuals que es podrien considerar nòmades; cap no és migratòria. Fora de l'època de reproducció, les cotorres de Pennant tendeixen a congregar-se en parelles o grups petits i grups d'alimentació. Els grups més grossos solen estar compostos per juvenils, que s'apleguen en estols de fins a 20 individus. Quan s'alimenten, es fan notar pel soroll que fan. Les cotorres són monògames i durant l'època de reproducció, els ocells adults no es congregaran en grups i només s'alimentaran amb la parella.
Segons un nou estudi, les cotorres de Pennant poden identificar ocells de la seva pròpia subespècie basant-se en l'olor d'altres ocells.

### Alimentació
Les cotorres de Pennant s'alimenten als arbres, arbustos i a terra per obtenir els fruits, llavors, nèctar, baies i fruits secs d'una gran varietat de plantes, inclosos els membres de les famílies Myrtaceae, Asteraceae i Rosaceae. Tot i alimentar-se de fruites i llavors, les cotorres no són útils per a les plantes com a escampadors de llavors, perquè aixafen i destrueixen les llavors en el procés de menjar-les. La dieta sovint crea problemes amb els pagesos per les collites de fruites i cereals perquè les poden fer malbé, cosa que ha provocat que en el passat es disparessin a un gran nombre de cotorres. Se sap que la subespècie d'Adelaide (P. e. adelaidae) s'alimenta de capolls de flors de cirerer. Les cotorres també mengen molts insectes i larves, com ara tèrmits, pugons, escarabats, gorgs, erugues, arnes i coríxids.

### Criança
Els llocs de nidificació són forats de més d'1 metre de profunditat en troncs, branques i soques dels arbres. Aquests poden estar fins a 30 metres sobre el terra. El lloc de nidificació és seleccionat per la femella. Un cop seleccionat el lloc, la parella el prepararà revestint-lo amb restes de fusta fetes del mateix forat rosegant-lo i triturant-lo amb el bec. No aporten material de fora del forat. Només una parella anirà en un arbre concret. Una parella protegirà el niu posant-se a prop d'ell i empaitant altres cotorres que s'hi acostin. També protegiran una zona d'amortiment de diversos arbres de radi al voltant del niu, evitant que altres parelles nidifiquin en aquesta zona.
L'època de reproducció de la cotorres de Pennant dura de setembre a febrer, i varia en funció de les pluges de cada any; comença abans i dura més durant els anys humits. El període de posta és de mitjana entre mitjans i finals d'octubre. La mida de la posta oscil·la entre 3 i 8 ous, que es ponen de manera asíncrona a un interval mitjà de 2,1 dies; els ous són blancs i lleugerament brillants i mesuren 28 per 23 mil·límetres. El període d'incubació mitjà és de 19,7 dies i oscil·la entre 16 i 28 dies. Només la femella incuba els ous. Els ous desclouen cap a mitjan desembre; de mitjana 3,6 ous desclouen amb èxit. Hi ha un biaix cap a les cries femelles, ja que el 41,8% de les cries són mascles. Durant els primers sis dies, només la mare alimenta els cries. Passat aquest temps, els dos pares els donen menjar. Les cries s'independitzen al febrer, després d'això passen unes setmanes més amb els pares abans de marxar per formar part d'un grup de juvenils. Els joves arriben a la maduresa (muden a plomatge adult) als 16 mesos d'edat.

## Amenaces
Els depredadors de les cotorres de Pennant inclouen el falcó pelegrí, l'astor gris i el nínox gros, així com els gats i les guineus salvatges. També es creu que les pòssums i els carnissers depreden de tant en tant ous del niu. Sorprenentment, però, altres cotorres de Pennant són el seu pitjor enemic. Durant l'època de reproducció, és comú que les femelles volin a altres nius i destrueixin els ous i, de fet, aquesta és la causa més comuna perquè un ou no desclogui. Es creu que aquest comportament és una funció de la competència pels forats de nidificació adequats, ja que un niu s'abandona si es destrueixen tots els ous que hi ha, i la parella de cotorres tendiran a nidificar a la mateixa zona d'any en any. Un nou estudi ha demostrat que els individus híbrids eren més propensos a lluitar contra les malalties que les races pures; un exemple del fenomen biològic de l'heterosi, en què un encreuament és més fort que els dos avantpassats de raça pura. Científics del Centre d'Ecologia Integrativa de la Universitat Deakin a Geelong, Victòria, van estudiar els patrons d'infecció de les malalties del bec i de les plomes en cotorres de Pennant al sud d'Austràlia. Això incloïa diverses poblacions híbrides al nord-est de Victòria i al sud de Nova Gal·les del Sud, situades entre l'abast de les dues subespècies progenitores (Platycercus elegans flaveolus i P. elegans elegans). Van descobrir que quan la subespècie s'aparellava, la descendència resultant semblava poder ser més resistent a un virus potencialment mortal.

## Taxonomia

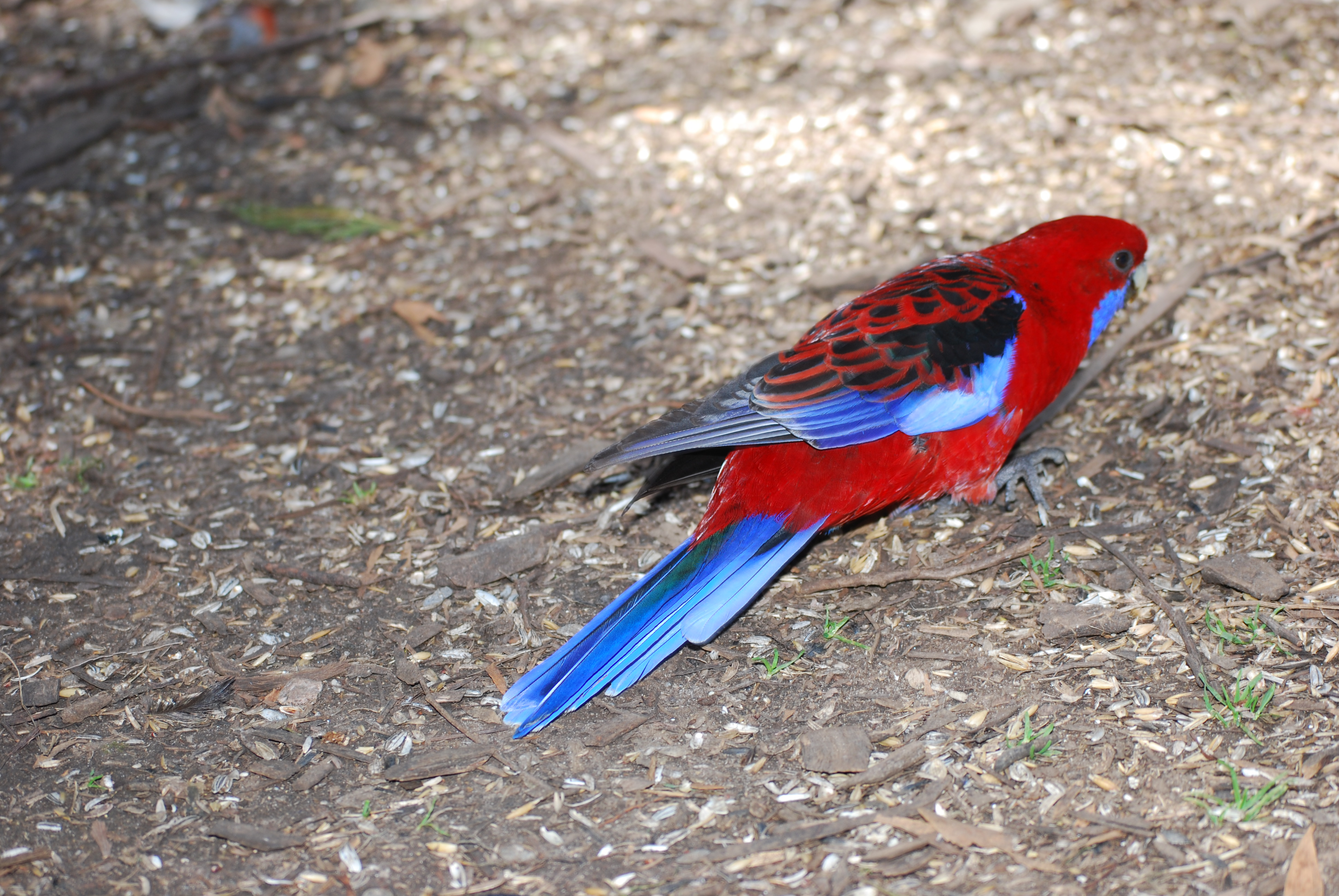
Menjant llavors de terra. Les plomes de l'esquena tenen un dibuix ondulat.

La cotorra de Pennant va ser descrita formalment el 1788 pel naturalista alemany Johann Friedrich Gmelin en la seva edició revisada i ampliada de la Systema Naturae de Carl Linnaeus. El va col·locar amb els lloros gènere Psittacus i va encunyar el nom binomial Psittacus elegans. Aquest nom llatí havia estat utilitzat l'any 1605 pel botànic flamenc Carolus Clusius en el seu llibre Exoticorum libri decem per al lloret cacic,però això és anterior a l'inici de la taxonomia de Linné.
La cotorra de Pennant havia estat descrita i nomenada per John Latham el 1781 com el "Beautiful Lory" a partir d'un exemplar de la col·lecció de Sir Joseph Banks, i després com el "Pennantian Parrot" el 1787 en honor a Thomas Pennant. Tanmateix, Latham no va donar a l'espècie un nom binomial fins al 1790, quan la va anomenar Psittacus pennantii.
Nicholas Aylward Vigors va definir el gènere Platycercus el 1825, basant-se en l'arquitectura distintiva de les plomes de la cua i l'ala, i va designar la cotorres de Pennant (com Platycercus pennantii) com a espècie tipus.
La majoria dels autors van utilitzar la combinació de Platycercus pennantii de Latham fins al 1891, quan el zoòleg italià Tommaso Salvadori va establir que P. elegans tenia prioritat, la qual cosa va portar a l'adopció universal.
Edward Pierson Ramsay va descriure la subespècie nigrescens el 1888, assenyalant el plomatge carmesí més fosc, l'esquena i la nuca negres i el bec més petit però més gros. També era conegut com a "lloro carmesí del nord" o "periquito de Campbell" per Alexander James Campbell.
El 1941, Herbert Condon va proposar que les cotorres grogues i d'Adelaide fossin reclassificades com a subespècies de la cotorres de Pennant (P. e. flaveolus i P. e. adelaidae).
Avui en dia, les espècies de color vermell generalment es coneixen com a cotorres de Pennant, amb els noms alternatius de periquito de Pennant, periquito de Campbell o lloro de muntanya (blau). Cayley va informar que els dos primers noms alternatius eren més comuns a la primera part del segle xx. A l'illa Norfolk s'anomena simplement lloro vermell.
La subespècie groga, també coneguda per una varietat de noms comuns alternatius com periquito groc, va ser descrita com Platycercus flaveolus per John Gould, que li va donar l'últim nom comú esmentat. Es va reduir a l'estat de subespècie un cop es va observar la hibridació on els intervals es superposen. Tanmateix, algunes autoritats mantenen que la hibridació no està generalitzada i, per tant, conserven l'estat com espècie separada. Aquesta visió és minoritària.

### Subespècies

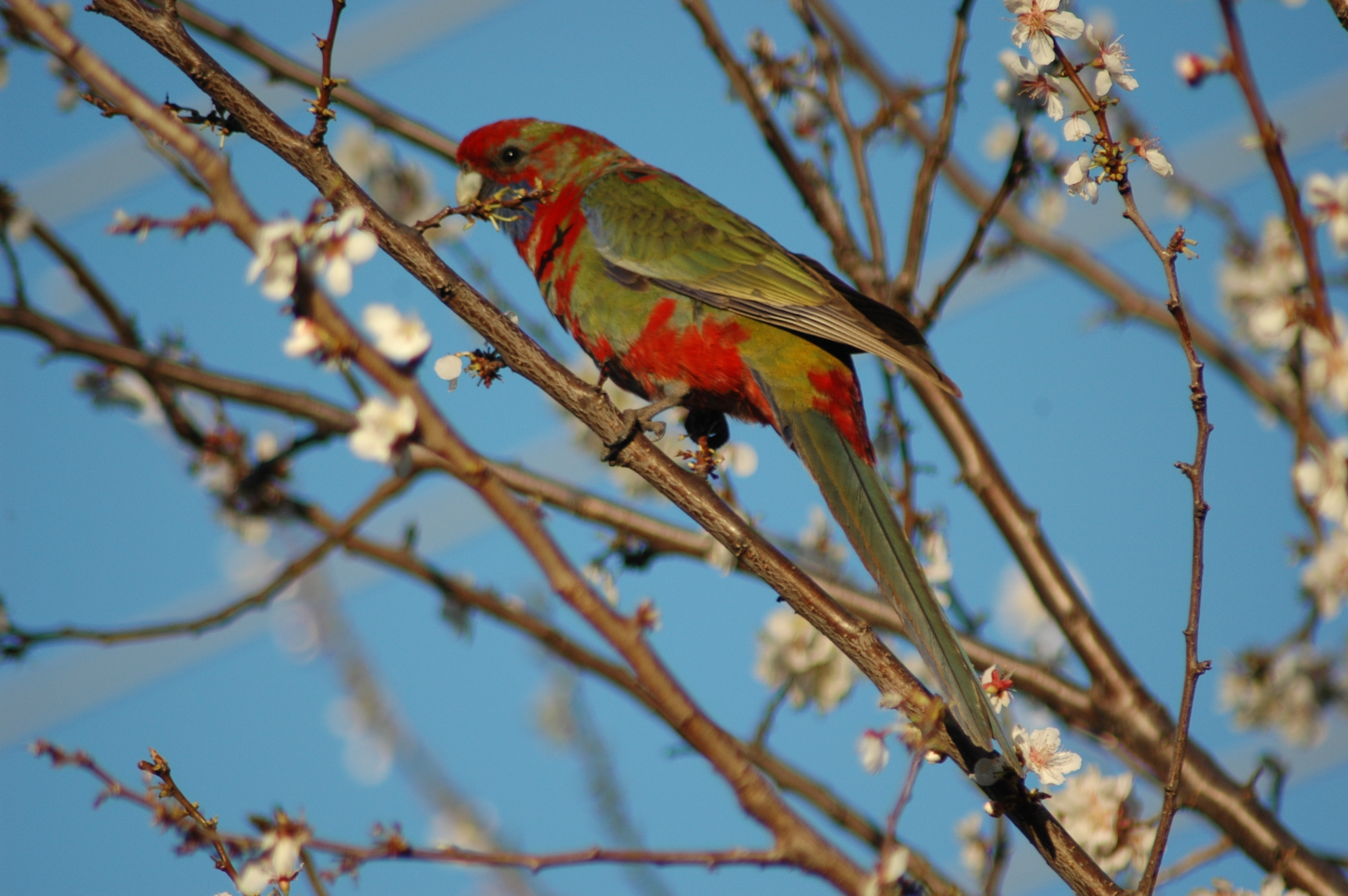
Juvenil amb un ostensible plomatge verd.

La principal distinció entre P. elegans elegans, P. elegans nigrescens i P. elegans melanoptera és la mida: nigrescens és el més petit de les tres i els melanòpters és el més gros; totes dues són lleugerament més fosques que l'espècie nominal.
Els juvenils de P. e. nigrescens no tenen el plomatge verdós immadur de les altres dues subespècies.
P. flaveolus es va reclassificar al 1968 com una subespècie (P. elegans flaveolus) ja que es va trobar que totes dues es creuen allà on es superposen les seves àrees de distribució. La principal diferència entre elles és que les zones carmesí es substitueixen per un groc clar i la cua és més verdosa.
També es pensava que l'Adelaide era una espècie separada, però actualment es creu que és un eixam híbrid, que s'ha originat a través del mestissatge de P. e. elegans i P. e. flaveolus. Totes dos encara es coincideixen amb la rosella d'Adelaide, on la seva distribució creua amb la seva, i presenta variacions en el plomatge des de vermell ataronjat fosc al sud de la seva distribució fins a un groc taronja pàl·lid al nord. Les variants que són molt properes a l'espècie groga es designen subadelaidae.
Segons la Classificació del Congrés Ornitològic Internacional (versió 14.2, 2024) aquest gènere està format per set subespècies:
- P. e. nigrescens (Ramsay, 1888) - sud-est de la península del Cape York, nord-est de Queensland.
P. e. filewoodi (McAllan & Bruce, 1989) - centre est de Queensland.
- P. e. elegans (Gmelin, 1788) - sud-est de Queensland al sud-est d'Austràlia Meridional.
- P. e. melanopterus (North, 1906) - illa dels Cangurs.
- P. e. adelaidae (Gould, 1840) - península Fleurieu i el mont Lofty Ranges a Mid North, (centre sud d'Austràlia),
- P. e. subadelaidae (Mathews, 1912) - sud de la serralada Flinders, sud-est d'Austràlia Meridional.
- P. e. flaveolus (Gould, 1837) - riu Murray, sud-oest de Nova Gal·les del Sud.

L'ITIS no considera P. e. adelaidae com a subespècie i tanmateix sí P. e. fleurieuensis (Ashby, 1917).